# Salinas Valley
La Salinas Valley (valle di Salinas) è una valle che si trova nella regione centrale del litorale della California lungo il fiume Salinas tra il Gabilan Range e il Santa Lucia Range.
Essa comprende le zone della Contea di Monterey e le città e i luoghi popolati sono Aromas, Bradley, Castroville, Chualar, Gonzales, Greenfield, Hollister, Jolon, King City, Lockwood, Paicines, Prunedale, Salinas, San Ardo, San Lucas, Soledad e Spreckels.

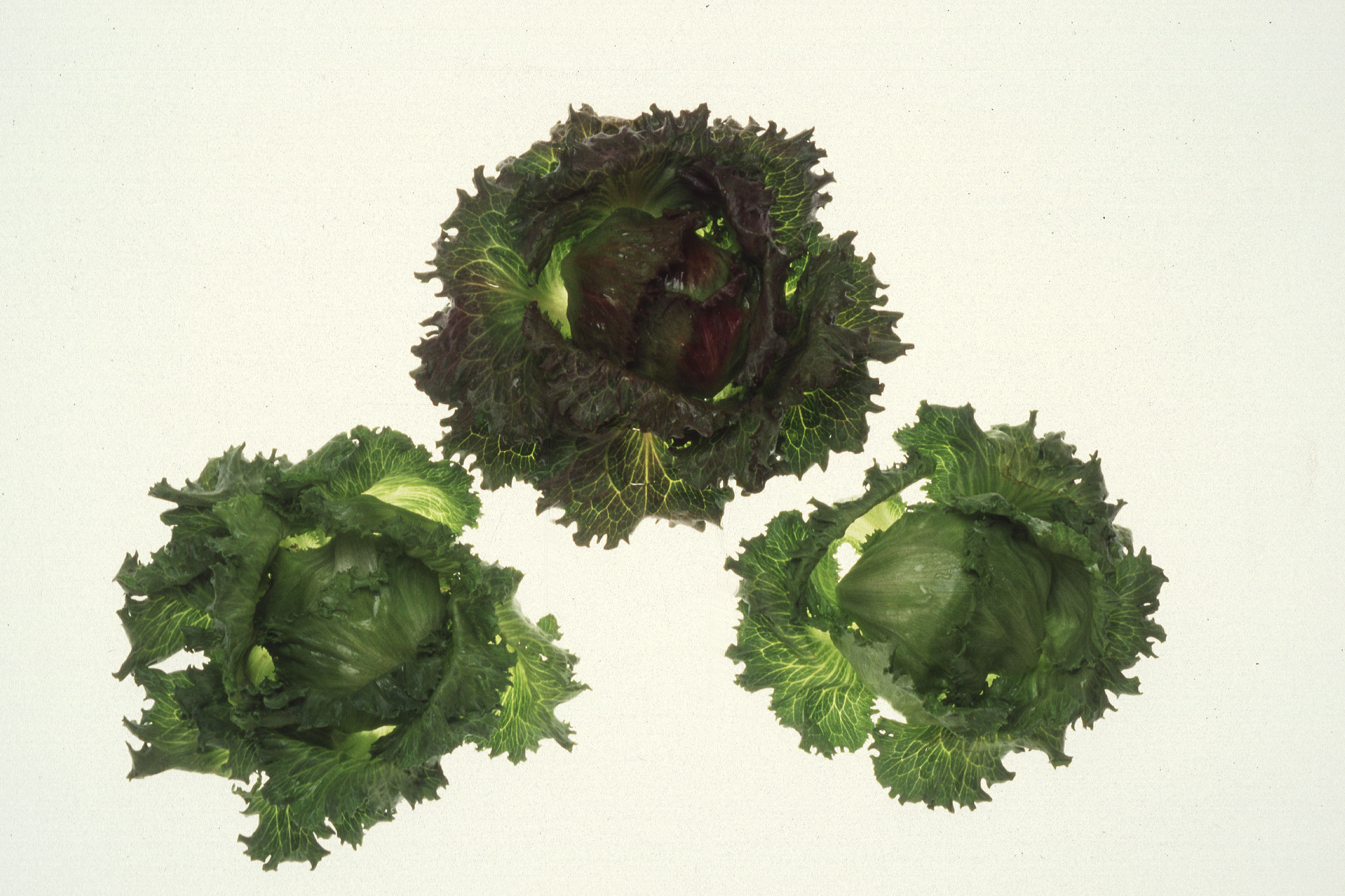
La lattuga verde della Valle di Salinas

L'agricoltura domina l'economia della valle. In particolare, la grande maggioranza di insalata verde consumata negli Stati Uniti si sviluppa all'interno di questa regione.
Le fragole, la lattuga, i pomodori ed i carciofi sono i raccolti dominanti nella valle.
Altri raccolti includono il broccolo, il cavolfiore, l'uva, il sedano e gli spinaci. Per l'intensità dell'agricoltura locale la zona si è guadagnata il soprannome (nickname) di "ciotola di insalata dell'America."
Il clima è adatto allo sviluppo di questi raccolti e la Salinas Valley ha un periodo di tempo più lungo in cui possono svilupparsi i raccolti a confronto di quello delle regioni più nordiche dove l'inverno causa un notevole ostacolo ai coltivatori.
Nella Salinas Valley sono stati ambientati diversi romanzi dello scrittore John Steinbeck tra i quali La valle dell'Eden (East of Eden)  e Uomini e topi (Of Mice and Men).